# Tony Hawk's Downhill Jam
Tony Hawk's Downhill Jam är ett skateboardspel som finns till Nintendo DS. Spelet utspelar sig i flera banor och påminner om spelet Snowboard.

## Banor
- San Francisco
- Edinburgh
- Kilimanjaro
- Hong Kong
- Rio
- Hoover Dam